# ジェイムズ・ファーガソン
ジェイムズ・ファーガソン（James Ferguson, 1797年8月31日 - 1867年9月26日）は、アメリカ合衆国の天文学者。スコットランド出身。
1847年からワシントンD.C.のアメリカ海軍天文台で勤務し、生涯で3個の小惑星を発見した。そのうちの (31) エウフロシネは、アメリカ人によって発見された最初の小惑星である。
小惑星 (1745) ファーガソンは、彼にちなんで名づけられた。